# 行列のできる法律相談所 (ゲーム)
『行列のできる法律相談所』（ぎょうれつのできるほうりつそうだんじょ）は、2010年2月25日にデジフロイドの製作によりバンダイナムコゲームス・バンダイレーベルより発売されたニンテンドーDS用ゲームソフト。

## 内容
日本テレビのテレビ番組『行列のできる法律相談所』（2021年10月以降は『行列のできる相談所』に改題）を題材としている。
実際の番組の流れに合わせて「相談VTRを観る」（ゲームでは数枚の静止画で進行）→「島田紳助とひな壇とのトーク」（アドベンチャーゲーム風に進行）→「プレイヤーの見解選択」→「弁護士軍団の見解」の順で、法律の案件を紹介。
ひな壇トークや弁護士軍団の場面では、プレイヤーに選択を迫ったりミニゲームに移行したりする場合もある。
また、ある条件を満たすと、番組内で話題となった、秋葉原の神様が登場する。

## 出演者
司会
- 島田紳助

秘書
- 松本志のぶ

ひな壇
- 東野幸治
- 磯野貴理

最強弁護士軍団
- 北村晴男
- 住田裕子
- 菊地幸夫
- 本村健太郎
- 石渡真維

## 相談案件
過去に番組で放送された相談案件を主に、170件以上の相談案件が収録されている。本作オリジナルの相談案件があるかは不明。

## ミニゲーム
全部で20種類ほどある。以下はその一部。
- 東野のチリチリドリルギャラクシー
宇宙空間を飛行する東野が紳助を倒すゲーム。チリチリドリルを頭に付けると岩が壊せるように、チリチリファイヤーを頭に付けると氷岩が壊せるようになる。
- 住田弁護士の走って走ってダイエット
住田弁護士がハムスターの様に回し車の中で走りダイエットをするゲーム。紳助がアイテムを投げてくる。ケーキはリバウンドしてしまう。薬は脂肪燃焼率があがるなど。
- 紳助の行列のできる太鼓の達人!
リズムゲーム『太鼓の達人』をモチーフにしたゲームで、難易度におにがない以外は原作とほぼ同じもの。ラヴェルの「ボレロ」と、『太鼓の達人Wii ドドーンと2代目!』テーマソングのナムコオリジナル「ららら☆ハッピネス」がプレイできる。